# Echiniscus cheonyoungi
Echiniscus cheonyoungi är en djurart som tillhör fylumet trögkrypare, och som beskrevs av Moon och Kim 1994. Echiniscus cheonyoungi ingår i släktet Echiniscus och familjen Echiniscidae. Inga underarter finns listade i Catalogue of Life.